# Inea
Inea is het expertisecentrum interlandelijke adoptie in Nederland. De letters inea staan voor Identiteit, Nazorg, Erkenning en Adoptievraagstukken. De organisatie is onderdeel van Stichting Fiom en is gevestigd in Houten. Inea is een centrale plek waar alle interlandelijk geadopteerden terecht kunnen voor ondersteuning bij vragen over interlandelijke adoptie en afkomst, met bijzondere aandacht voor diegenen die rondom hun adoptie problemen ervaren.
De aanleiding voor de oprichting van Inea is de aanbeveling van Commissie Joustra, die onderzoek deed naar interlandelijke adoptie in het verleden. Inea is in maart 2023 geopend door toenmalig Minister voor Rechtsbescherming Franc Weerwind.